# Die Bestie im Menschen (1921)
Die Bestie im Menschen ist ein in schwarzweiß gedrehter Stummfilm von Ludwig Wolff aus dem Jahr 1921. Er ist die erste Verfilmung des Romans Die Bestie im Menschen von Émile Zola.

## Produktion
Der Film wurde von Ludwig Wolff für die Maxim-Film Ges. Ebner & Co in Berlin produziert. Ludwig Wolff führte Regie und schrieb das Drehbuch. Die Filmbauten wurden von Hans Strohbach und Ludwig Boris gestaltet. Der Film hat eine Laufzeit von 45 Minuten.

## Handlung
Die Handlung des Films basiert auf dem Roman Die Bestie im Menschen von Émile Zola.

## Veröffentlichung
Die Premiere des Films fand am 14. Februar 1921 in Berlin statt.

## Weitere Verfilmungen
Weitere Verfilmungen der gleichen Vorlage sind:
- Bestie Mensch (Originaltitel: La Bête Humaine), französischer Film aus dem Jahr 1938 von Jean Renoir
- Human Desire, Verfilmung aus dem Jahr 1954 mit Glenn Ford, Regie Fritz Lang
- La Bestia humana, argentinischer Film von 1954 von Daniel Tinayre
- Cruel Train, britischer Fernsehfilm aus dem Jahr 1995 von Malcolm McKay